# 425上訪事件
425上訪事件發生於1999年4月25日，超過一萬名法輪功學員前往中國北京市中共中央办公厅国务院办公厅信访局所在的府右街和西安門大街上訪，希望政府結束他们认为的不合理的對待，爭取合法的煉功環境。
這起上訪的原因是，法輪功學員认为媒體不公正的報導法輪功，以及法輪功學員在事發三天前的天津抗議事件中遭到警察使用暴力。該事件是1989年六四天安门事件後規模最大的一次民眾集體抗議事件，引起了當局極大的關注。當時的國務院總理朱鎔基及其他高級官員會見了五位法輪功學員代表，隨後達成協議，得到官方对他们有利的回應，學員而后散去，整起上訪和平落幕，被自由亞洲電臺称为中国有史以来最大规模的理性和平大上访。由於該地緊鄰中國中央政府所在地中南海，因此也被稱為「中南海事件」。

## 事件背景
气功热与法轮功─胡耀邦定下「三不政策」允許氣功發展
1979年3月11日，《四川日报》刊發了一篇《大足县发现一个能用耳朵辨字的儿童》的文章，自此揭開了二十世紀八九十年代氣功熱、特異功能熱的序幕。1981年，在錢學森提出涵蓋特異功能、氣功、中醫三部份的人體科學理論后，人體科學領域受到更多的關注。1982年，時中共中央總書記胡耀邦指示中宣部：「對特異功能不宣傳、不爭論、不批評。」（或稱「不打棍子、不爭論、不報導」）中宣部於1982年4月20日下發了傳達此精神的通知；根據中共中央書記處的指示，1982年6月15日中宣部再次發出關於人體特異功能宣傳問題的通知，除「三不方針」外，增加了允許少數人搞研究、允許學術交流的內容。
法輪功又被稱為法輪大法，是一種結合靜功與動功的健身氣功，同時又包含佛家與道家等傳統思想；該功法於1992年春天由李洪志在中國東北创立，在1990年代後期，吸引了上億人煉功。
中共当局在江澤民時期態度變化
1990年代中期开始，中共江澤民當局試圖箝制氣功的影響力，對國內的各種氣功團體制定更加嚴格的規定。1996年開始，法輪功受到當局國家安全機構越來越多的批評與監控。
1996年6月在中共中宣部機關報《光明日報》開始持續攻擊法輪功，1996年7月24日中國新聞出版局宣布禁止所有法輪功出版物發行（包括1995年由中國官方出版社發行、1996年列北京十大暢銷書的《轉法輪》）。1997年初，时任中共中央政法委副書記羅幹主管的公安部發起一次對法輪功的全國性調查，結果以「查無實據」而收場。美國記者丹尼·謝克特認為，有中共高層領導想打壓，但法輪功獲得人民廣泛支持，而且顯然有更高層的保護。1998年由中共元老喬石主持對法輪功的獨立調查，結論為法輪功「對政治局和國家有百利而無一害」，並將報告提交中共中央政治局。
422天津事件
1998年，反气功人士、中共中央政法委書記羅幹的親戚連襟何祚庥在北京电视台节目中公开抨擊气功团体，并特别提及法轮功。法轮功学员陳情、游说，使得电视台撤回了节目。电视台开除了相關責任记者，並在数天后播出了重新制作节目正面介绍法轮功。
1999年4月，何祚庥於天津師範大學创办的《青少年博覽》雜誌發表一篇文章《我不贊成青少年練氣功》，认为氣功是對青少年有害的迷信，不如多锻炼身体，並特別針對法輪功
4月22日，約5千名法輪功學員到天津師範大學的《青少年博覽》雜誌社進行抗議，要求就該文章與校方進行對話，以自身經歷正面澄清，並要求撤回該文。這時警察抵達現場。據當時在現場的警官郝鳳軍表示，他所屬的整個警察大隊被緊急調往該校，並封鎖了現場，但是當警方趕到現場時，發現跟上級長官所描述的不同，原來法輪功學員並沒有與校方發生肢體衝突或做出擾亂社會秩序的行為，且現場監視器畫面也顯示「法輪功學員只是坐在地上」。「但我們別無選擇，」郝鳳軍說。隨後法輪功學員遭到300名防暴警察驅趕，一些學員被毆打，45人被抓捕。
其他天津法輪功學員要求釋放被抓捕者。天津官方告知，如他們想繼續上訪反映，應向公安的主管機關中國公安部反映，應該到北京中央政府上訪。

## 事件經過
在4月22日的天津事件兩天後，「上訪」(前往北京國家信訪局向政府提出訴求)一事在法輪功學員間傳開。一些法轮功學員認為应该行使憲法賦予人民的權利，去北京上訪，向最高政府說明事實。於是4月24日，全国各地數千名學員自发前往北京，部分人在當晚擬好訴求。
4月25日早晨，超過一萬名法輪功學員聚集北京的國家信訪局（距離中南海新華門約2公里）附近依法上訪，要求結束中國公安警察對法輪功學員正在增強的騷擾，並釋放天津被捕的學員。據美國《國家評論》記者Ethan Gutmann報導，現場公安似乎早有準備，等待法輪功學員的到來；一些報導提及，公安把學員們帶到了府右街的中南海前方，警察將人群領向中南海、卻不是領開，暗示有部分中共高層領導希望製造事端作為打壓法輪功的藉口。一萬多名法輪功學員在中南海周圍人行道上安靜坐著或看書，舉行了持續16個小時的和平請願，期間沒有任何影片或證據顯示法輪功學員發出挑釁，也沒有亂丟垃圾、吸煙、吆喝或是對記者發表意見，只要求當局給予他們合法煉功的權利。
之后，時任國務院總理朱鎔基從中南海正門穿過馬路走來，他出現時受到學員熱烈歡迎。朱镕基問現場學員「你們為什麼在這裡？誰讓你們來的」，一名學員回答「來反映法輪功情況，沒人組織我們。」朱又問：「為什麼不寫一封申訴書？怎麼這麼多人在這裡？」學員回答：「我們已寫了很多封申訴書直到都麻木了，我們仍沒有得到回覆。」朱鎔基因此會見法輪功代表，妥善處理天津公安局涉嫌非法抓捕一案，下令釋放被捕的40多名法輪功學員。
當時有5名法輪功學員代表會見了朱鎔基總理和其他高級官員，雙方達成了一個協議；在協議中，法輪功代表得到中國政府高級官員的保證，稱中國政府支持群眾健身運動，並沒有把法輪功視作反政府組織。
據美聯社報導，法輪功學員在達成協議後即解散，離去時並將馬路上的垃圾撿起帶走，相當有序地離開了現場。

## 中共当局反应
據BBC和《紐約時報》報導，中國官方媒體在第一時間並未對上訪事件進行報導；但新華社在事件兩天後的4月27日發表一篇報導，文中轉載了中辦國辦信訪局和北京市公安局向聚集者發出的《公告》，並採訪了中辦國辦信訪局負責人，該負責人表示，對各種練功健身活動，各級政府從未禁止過。有不同看法和意見是允許的，可以依法通過正常渠道反映，而不應聚集在中南海周圍。這樣聚集影響中共中央、國務院機關周圍的公共秩序和人民群眾的正常生活，是完全錯誤的。對借練功之名危害社會穩定的，要依法處理。

### 中國政府高層態度歧異
CNN報導提到中共中央總書記江澤民決定鎮壓法輪功，可能與其希望在中共中央政治局中加強自己的權力有關；並指出中共中央政治局常委中，全國人大常委會委員長李鵬、國務院總理朱镕基、全國政協主席李瑞環和國家副主席胡錦濤認為江澤民使用了錯誤的戰略。
人權觀察表示，中國共產黨高層內部，最初對於是否支持江澤民發動對法輪功的鎮壓有嚴重分歧。江澤民過去就曾和朱鎔基多次口角，江這次要利用「朱在425接見法輪功」為由來攻擊朱。趙紫陽煉過法輪功，並兩次寫信給江澤民反對鎮壓，但江沒有回答。前總書記胡耀邦的政治秘書林牧指中共高層對是否鎮壓的態度歧異，他抨擊江澤民的鎮壓、強制放棄信仰是「荒謬」，而當時李瑞環、朱鎔基、胡錦濤等人都和江持不同意見，且高層幹部及家屬煉法輪功的不在少數，並指出425上訪事件和平合法。中国退休大校軍官辛子陵間接證實，1999年鎮壓時，政治局7名常委中有6位不贊成，江澤民在常委會議上通不過鎮壓決定，江又另外開會貫徹其鎮壓主張。

## 後續發展
時任中共中央政法委書記的羅幹向上呈報，通知當時的中共中央總書記江澤民此一事件，由於許多西方媒體報導此次法輪功學員上訪是自1989年六四事件後，十年來中國政府遭遇到最大規模的上訪；江澤民對此表示震怒，要求對法輪功開展鐵腕鎮壓，並指責總理朱镕基的處理措施太過軟弱。江澤民在4月25日當晚給中央政治局常委及其他領導人寫信，表示：「難道我們共產黨人所具有的馬克思主義理論，所信奉的唯物論、無神論，還戰勝不了法輪功所宣揚的那一套東西嗎？」。
1999年6月6日，公安机关開始對100多名在北京參加4.25上訪的法輪功學員員展開訊問。6月10日，江澤民成立610辦公室，稱「統一研究解決『法輪功』問題的具體步驟、方法和措施」。7月20日凌晨，公安在全國各地綁架和拘留了公安認定是負責人的法輪功學員。兩天之後的7月22日，中國政府正式發布了《中華人民共和國民政部關於取締法輪大法研究會的決定》，開始對法輪功全面镇壓。公安部22日發布「六禁止」通告，即禁止民眾懸掛、張帖法輪功橫幅、圖象、標記和其它標識；禁止散發法輪功相關材料；禁止弘法等法輪功活動、禁止靜坐、上訪等方式維護和宣揚法輪功的集會、遊行、示威；禁止以謠言或其它方式煽動擾亂社會秩序；禁止組織、串聯、指揮對抗政府決定的抗議。
1999年8月13日，中國官媒《人民日報》發表一篇文章，稱一萬多名法輪功學員圍攻中南海，是企圖搞亂全國的重大政治事件。2001年1月7日，《人民日報》再度發表評論文章，指出該次上訪事件衝擊中南海，是向中國政府與中國人民示威。

## 评价
- 西方媒體包括BBC、《紐約時報》、美聯社皆對此事件進行報導，並稱此事件是六四天安门事件後中國人民最大上訪活動[4][25][26][27]。
- 西方學者認為江澤民個人對於法輪功和李洪志廣受歡迎感到妒忌和憤怒，以及江澤民決心要以馬克思主義與法輪功做意識形態鬥爭的需要，是隨後發生的鎮壓運動的原因所在[46][47]，亦即挑起這場鎮壓的是中國政府而非法輪功[6]。法輪功方面則把江澤民個人視為對做出鎮壓決定負責[46]。

- 據有報導提及[48]：當天學員們都在府右街，後來公安引領往中南海周邊走。靜靜站在路邊，沒有口號。與中國官媒《人民日報》所稱圍攻中南海、示威存在差距。

- 原中國公安國保警司郝鳳軍表示，他2000年時曾任職於專為鎮壓法輪功的610辦公室，在那裡他看到大量對於法輪功學員監控的數據和紀錄。他認為那些資料不可能在一、兩年內收集完成，北京當局早已關注法輪功，而這可能是因為江澤民想要製造另一個目標，以轉移民眾對六四天安门事件的注意力。因此他認為四二五事件其實是透過精心設計，而法輪功學員只是替罪羊[6]。
- 香港《信报》1997年3月26日刊文《正邪之分》指出，“法轮功”“传播魔说”，李洪志“自称如来现世”。这正是邪教的特点，“无限夸大其法的功能与效力，无限夸大其教主的潜力与权威”。《香港佛教》1998年7月刊文说，“法轮功”是一种颇具宗教性的民间邪教[49]。
- 瑞士卢塞恩宗教咨询中心马丁·沙伊格德神甫说，他在认真研读了德文版的李洪志《转法轮》一书后得出结论：“法轮功”是邪教。李洪志是通过所谓的“练功”去控制人们的心灵，达到对他这个“教主”绝对服从的目的[50]。
- 法国《费加罗报》1999年7月23日载文说，李洪志就像他在其他派别中的同行一样，并不真正是一个主张自由宽容的人；“法轮功”要求其信徒绝对盲从，绝对忠诚于大师[51]。
- 泰国《曼谷日报》1999年8月9日发表社论说，李洪志是“江湖骗子”，“法轮功”“祸国殃民”[52]。
- 坦桑尼亚《每日新闻》1999年8月8日刊文说，“法轮功”宣传迷信和歪理，蒙骗群众，用种种欺骗手段聚敛钱财，劝人生病不吃药致使许多人死亡，它是一个邪教组织[53]。